# Siège de Nicée (727)
Pour les articles homonymes, voir Siège de Nicée.
Guerres byzantino-arabes
Batailles
- Mu'tah (629)
- Ajnadayn (634)
- Damas (634)
- Fahl (635)
- Yarmouk (636)
- Jérusalem (636-637)

- Héliopolis (640)
- Nikiou (646)

- Sufétula (647)
- Tahouda (683)
- Mammès (688)
- Carthage (698)
- Oued Nini (698)

- 1re Constantinople (674-678)
- Sébastopolis (692)
- Tyane (~708)
- 2e Constantinople (717-718)
- Andrinople (718)
- Nicée (727)
- Akroinon (740)

- Kamacha (766)
- Invasion de l'Asie Mineure (782)
- Kopidnadon (788)
- Krasos (804)
- Invasion de l'Asie Mineure (806)
- Anzen (838)
- Amorium (838)
- Mauropotamos (844)
- Poson (863)
- Bathys Ryax (872 ou 878)

- Syracuse (877-878)
- Stelai ou 1re Milazzo (880)
- 2e Milazzo (888)
- Taormine (902)
- Garigliano (915)
- Détroit (965)
- Georges Maniakès en Sicile (1038-1040)

- Phœnix de Lycie (655)
- Keramaia (746)
- Conquête musulmane de la Crête (années 820)
- Damiette (853)
- Raguse (866-868)
- Kardia (~872-873)
- Golfe de Corinthe (~873)
- Céphalonie (880)
- Chalcis (~883)
- Thessalonique (904)

- Portes ciliciennes (878)
- Campagnes de Jean Kourkouas (926-944)
- Marach (953)
- Raban (958)
- Andrassos (960)
- Campagnes de Nicéphore II Phocas (956-969)
- Chandax (960-961)
- Alexandrette (971)
- Campagnes de Jean Tzimiskès (~950-975)
- Gués de l'Oronte (994)
- Alep (994-995)
- Apamée (998)
- Campagnes de Basile II (979-999)
- Azâz (1030)

Le siège de Nicée de 727 est une tentative infructueuse menée par le califat omeyyade pour prendre la cité byzantine de Nicée, capitale du thème des Opsikion. Malgré l'échec des Arabes lors du siège de Constantinople en 717-718, le califat lance une série de raids au sein de l'Asie Mineure byzantine. En 727, l'armée arabe, dirigée par l'un des fils du calife, pénètre profondément en Asie Mineure, met à sac deux forteresses byzantines et arrive devant Nicée à la fin du mois de juillet. En dépit d'attaques constantes durant 40 jours, la cité résiste et les Arabes doivent se replier vers le califat. La réussite de la défense de la ville est une réussite majeure pour l'empereur byzantin Léon III l'Isaurien. Ce dernier vient en effet de lancer une campagne pour abolir la vénération des icônes dans l'empire. Léon se sert de l'évènement comme d'un témoin des faveurs divines envers sa politique. Le siège de Nicée est aussi le point culminant des raids omeyyades. En effet, des menaces nouvelles et des défaites sur les frontières éloignées du califat divisent les forces de celui-ci, tandis que le pouvoir byzantin recouvre sa puissance progressivement.

## Contexte
À la suite de l'échec de l'assaut des armées omeyyades contre la capitale byzantine en 717-718, une courte période de paix s'ensuit alors que le califat omeyyade panse ses plaies. Il réprime la rébellion de Yazid ben al-Muhallab et réévalue ses priorités,,. Quand la guerre de frontières entre Byzantins et Arabes reprend en 720, les objectifs stratégiques du califat ont changé et ne consistent plus en de nouvelles conquêtes. Les raids musulmans à travers le Taurus et au sein de l'Asie Mineure ont lieu régulièrement à chaque printemps et été. Ils sont parfois accompagnés par des raids maritimes et suivis par une expédition hivernale. Ils dévastent de larges régions de l'Asie Mineure et détruisent plusieurs forteresses. Toutefois, les Arabes n'essaient pas de conserver les forteresses conquises sur la partie occidentale du Taurus. Les Byzantins restent passifs lors de ces années. L'empire réunit toujours ses forces contre le califat bien mieux pourvu en ressources. Les Byzantins ne s'opposent ni ne se confrontent aux armées arabes. Au contraire, ils se replient dans des positions bien fortifiées situées au sein de l'Asie Mineure.
Après l'accession au pouvoir du calife Hisam en 723, l'ambition et l'ampleur des raids musulmans croissent. Mu'awiyah, le fils d'Hisam, est l'un des principaux chefs omeyyades lors de ces campagnes. Il dirige les expéditions de 725 et 726. La première pénètre profondément en Asie Mineure et atteint la ville de Dorylée,.

## Invasion de 727 et siège de Nicée
Lors de l'été de l'année 727, une autre invasion de grande envergure est dirigée par Mu'awiyah, qui confie son avant-garde à Abdallah al-Battal. Le chroniqueur byzantin Théophane le Confesseur affirme que l'avant-garde compte 15 000 hommes et l'ensemble de l'armée comprend 100 000 hommes, un nombre clairement exagéré. L'armée arabe se dirige vers l'ouest pour pénétrer dans le nord-ouest de l'Asie Mineure, tandis que l'avant-garde met à sac la ville de Gangra, en Paphlagonie ainsi que la localité nommée Tabya par les sources arabes (peut-être le fort d'Ateous en Phrygie). Gangra est rasée mais durant l'attaque de Tabya par les Arabes, notamment par le contingent d'Antioche, provoque de lourdes pertes parmi les troupes arabes,. 
Ensuite, les Arabes se tournent vers Nicée, la principale cité de Bithynie et la capitale du puissant thème de l'Opsikion,. Les Arabes arrivent devant la cité à la fin du mois de juillet. Les Byzantins, probablement dirigés par Artabasde, le comte de l'Opsikion (l'équivalent du stratège pour le thème de l'Opsikion), ne s'opposent pas aux Arabes sur le champ de bataille mais préfèrent se replier derrière les murs de la cité. Les Arabes assaillent la ville durant quarante jours, employant des machines de siège qui détruisent une partie des murs mais finalement, ils ne parviennent pas à s'emparer de Nicée. À la fin du mois d'août, ils lèvent le siège et s'en vont, amenant avec eux de nombreux prisonniers et un important butin,,. La chronique de Michel le Syrien datée du XIIe siècle affirme que les habitants de la ville l'ont abandonnée et ont fui par bateaux sur le lac Ascanion, à la suite de quoi la ville est détruite par les Arabes. Cependant, cette information est erronée.

## Conséquences
La victoire byzantin est un succès important. L'empereur Léon III la voit comme un signe de la faveur divine envers sa nouvelle politique iconoclaste, ce qui l'encourage à la poursuivre plus loin. Cet évènement est probablement lié à un incident mentionné dans le récit de Théophane, où un certain Constantin qui sert comme palefrenier (strator) auprès d'Artabasde, lance une pierre contre une icône de la Vierge Marie avant de la piétiner. Bien qu'il soit tué le lendemain par une catapulte, ce qui est vu par Théophane comme une preuve de la vengeance divine, ce passage montre des signes importants de falsification par Théophane, qui est fermement anti-iconoclaste.
Militairement, le siège de Nicée est un évènement important dans les raids omeyyades, jamais plus leurs raids ne pénétreront aussi loin en Asie Mineure. Après cela, l'armée syrio-jazirienne qui fournit les effectifs pour les raids contre les Byzantins est déployée dans le Caucase contre les Khazars dans des guerres difficiles et infructueuses. Les Khazars infligent une lourde défaite aux musulmans en 730 et l'alliance byzantino-khazare est scellée par le mariage de Constantin V (le fils et héritier de Léon III) avec la princesse khazare Irène en 731,. La puissance byzantine renaît d'autant plus que la situation militaire des Arabes sur tous les fronts du gigantesque califat se détériore. De ce fait, dans les années 730, les raids arabes se limitent principalement aux régions frontalières et leurs succès déclinent. Ainsi, en 740, les Byzantins infligent une lourde défaite à la plus grande armée rassemblée depuis 717 lors de la bataille d'Akroinon.